# Партия атомной бомбы
Партия атомной бомбы — под этим именем в историю го вошла вторая партия матча за титул хонъимбо между Каору Ивамото и Хасимото Утаро. Партия проходила 6 августа 1945 года в пригороде Хиросимы, на которую в этот день была сброшена ядерная бомба войсками США.

## Предыстория
Весной 1945 года Каору Ивамото (7 дан) получил право вызвать Хасимото Утаро, которому принадлежал в тот момент титул хонъимбо, на матч за этот титул. Военное время вообще плохо сказалось на игре го в Японии — турниры проводились редко, газеты перестали печатать партии и материалы о го. В 1945 году Япония уже находилась в безнадёжном положении. Крупные города регулярно подвергались авианалётам, проведение любых крупных мероприятий было опасно. Поэтому, после достижения договорённости о матче, место и время его проведения долго не могли выбрать. Играть в Токио отказались по соображениям безопасности. В конце концов, было решено играть в Хиросиме с 23 июля. На каждую партию отводилось по три дня. Должно было быть сыграно шесть партий.

## Матч в Хиросиме

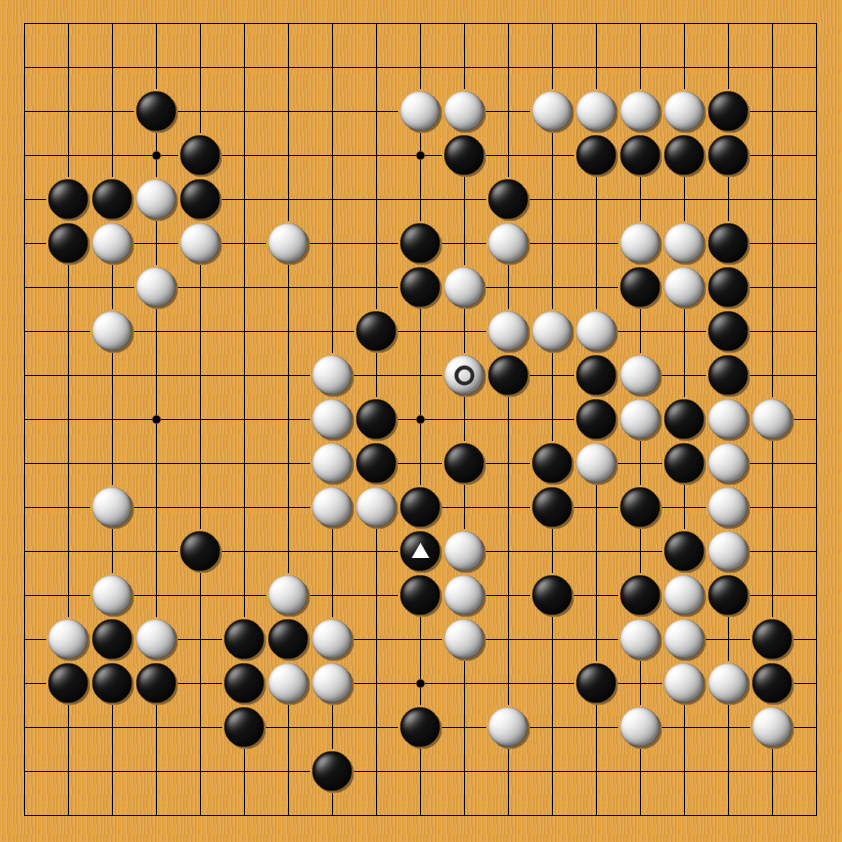
Партия атомной бомбы — позиция после 106 хода. Ходы 105 и 106 помечены треугольником и кружком. Между ними над Хиросимой взорвалась ядерная бомба

Начальник полиции Хиросимы, сам любитель го, был против проведения матча в городе, так как, по его мнению, это было слишком опасно. Однако на момент запланированного начала матча он отсутствовал в городе, поэтому запрет был проигнорирован. С 23 по 25 июля первая партия матча состоялась непосредственно в Хиросиме. Во время партии город бомбили и обстреливали с самолётов, но это не остановило игроков. Партию выиграл Каору Ивамото.
Вернувшийся вскоре начальник полиции, узнав, что матч в городе всё-таки начался, категорически запретил его продолжать. Игроки вынуждены были перебраться в пригород Хиросимы — Ицукаити. Вторая партия была запланирована на 4—6 августа. К концу дня 5 августа было сделано 105 ходов.
Утром 6 августа игроки восстановили позицию и собирались продолжить игру, но 106-й ход сделан ещё не был, когда в 08:15 по местному времени произошёл взрыв. По воспоминаниям Каору Ивамото, судья партии, Сэгоэ Кэнсаку, стоявший у окна, увидел вспышку и сказал: «Бомба». В этот момент взрывная волна выбила окна, сбила Сэгоэ с ног, перевернула гобан, разбросала камни и привела помещение в полный беспорядок. Общими усилиями помещение было прибрано, партия восстановлена, после чего соперники продолжили игру. В этой партии Хасимото победил с перевесом в пять очков.
Только вечером, когда выжившие начали прибывать в Ицукаити, игроки узнали, что произошло. Решение начальника полиции спасло им жизнь — дом, где проводилась первая партия, был разрушен, его хозяин погиб.

## Последующие события
Продолжить матч за титул удалось только в ноябре 1945 года. Он закончился равным счётом 3:3, что, по правилам, требовало играть дополнительный матч до двух побед. В послевоенном хаосе на организацию дополнительного матча ушло несколько месяцев — он состоялся лишь в июле 1946 года. Ивамото первым выиграл две партии, получив в результате титул хонъимбо. Утаро вернул себе титул в 1950 году.